# Fernando Folha
Fernando Folha (* 18. ledna 1958, Matosinhos) je bývalý portugalský fotbalista, útočník. 

## Fotbalová kariéra
Portugalskou ligu hrál za Leixões SC, Boavistu Porto, Benfiku Lisabon a Varzim SC, nastoupil ve 162 ligových utkáních a dal 42 ligových gólů. Kariéru zakončil v nižších soutěžích v týmech  SC Beira-Mar, CD Trofense, FC Felgueiras, CD Estarreja a SC Castêlo da Maia. V Poháru mistrů evropských zemí nastoupil ve 3 utkáních, v Poháru vítězů pohárů nastoupil ve 2 utkáních a dal 1 gól a v Poháru UEFA nastoupil ve 4 utkáních. Za portugalskou reprezentaci nastoupil v roce 1981 v přátelském utkání s Bulharskem. 

## Ligová bilance
| Ročník                        | Zápasy | Góly | Klub            |
| ----------------------------- | ------ | ---- | --------------- |
| 1. portugalská liga 1975/1976 | 1      | 0    | Leixões SC      |
| 1. portugalská liga 1976/1977 | 26     | 3    | Leixões SC      |
| 2. portugalská liga 1977/1978 | 26     | 10   | Leixões SC      |
| 2. portugalská liga 1978/1979 | -      | -    | Leixões SC      |
| 1. portugalská liga 1979/1980 | 27     | 8    | Boavista Porto  |
| 1. portugalská liga 1980/1981 | 28     | 12   | Boavista Porto  |
| 1. portugalská liga 1981/1982 | 8      | 0    | Benfica Lisabon |
| 1. portugalská liga 1982/1983 | 27     | 5    | Varzim SC       |
| 1. portugalská liga 1983/1984 | 30     | 11   | Varzim SC       |
| 1. portugalská liga 1984/1985 | 22     | 3    | Varzim SC       |
| 1. portugalská liga 1985/1986 | 1      | 0    | Boavista Porto  |
| 2. portugalská liga 1986/1987 | -      | -    | SC Beira-Mar    |
| 2. portugalská liga 1987/1988 | -      | -    | CD Trofense     |
| 2. portugalská liga 1988/1989 | -      | -    | FC Felgueiras   |
| CELKEM 1. portugalská liga    | 162    | 42   |                 |